# Club Estudiantes de Bahía Blanca
O Club Estudiantes de Bahía Blanca, mais conhecido como Weber Bahía Blanca por motivos comerciais, é uma instituição esportiva fundada em 21 de março de 1918, na cidade de Bahía Blanca, no sul da província de Buenos Aires, Argentina.
Sua principal atividade é o basquete, uma disciplina que se desenvolve no "Estádio Osvaldo Casanova" ligado à sede do clube.